# Lista regiilor de transport public din România
Aceasta este o listă a tuturor regiilor de transport public din România.

## Alba
| Oraș       | Nume                           | Sistem   | Deschis la | Închis la | Nr. de Linii |
| ---------- | ------------------------------ | -------- | ---------- | --------- | ------------ |
| Alba Iulia | Societatea de Transport Public | autobuze | 1823       | -         | 9            |

## Arad
| Oraș | Nume                         | Sistem   | Deschis la | Închis la | Nr. de Linii |
| ---- | ---------------------------- | -------- | ---------- | --------- | ------------ |
| Arad | Compania de Transport Public | tramvaie | 1903       | -         | 22           |
| Arad | Compania de Transport Public | autobuze | 1897       | -         | 12           |

## Bihor
| Oraș   | Nume                   | Sistem   | Deschis la  | Închis la | Nr. de Linii |
| ------ | ---------------------- | -------- | ----------- | --------- | ------------ |
| Oradea | Oradea Transport Local | tramvaie | 10 Feb 1910 | -         | 6            |
| Oradea | Oradea Transport Local | autobuze | 1923        | -         | 12           |

## Brăila
| Oraș   | Nume    | Sistem   | Deschis la | Închis la | Nr. de Linii |
| ------ | ------- | -------- | ---------- | --------- | ------------ |
| Brăila | Braicar | tramvaie | 1879       | -         | 4            |
| Brăila | Braicar | autobuze | 1912       | -         | 14           |

## București
| Oraș               | Nume                                  | Sistem            | Deschis la | Închis la | Nr. de Linii |
| ------------------ | ------------------------------------- | ----------------- | ---------- | --------- | ------------ |
| București și Ilfov | Căile Ferate Române                   | Airport Train     | 2009       | -         | 1            |
| București și Ilfov | Metrorex                              | metrou            | 1972       | -         | 4            |
| București și Ilfov | Regia Autonomă de Transport București | autobuze          | 1932       | -         | 160          |
| București și Ilfov | Regia Autonomă de Transport București | troleibuze        | 1949       | -         | 22           |
| București și Ilfov | Regia Autonomă de Transport București | tramvaie          | 1897       | -         | 42           |
| București și Ilfov | Regia Autonomă de Transport București | metrou ușor       | 2004       | -         | 1            |
| București și Ilfov | TER București                         | trenuri regionale | proiect    | ?         | 6            |

## Cluj
| Oraș        | Nume | Sistem     | Deschis la | Închis la | Nr. de Linii |
| ----------- | ---- | ---------- | ---------- | --------- | ------------ |
| Cluj-Napoca | CTP  | autobuze   | 1922       | -         | 37           |
| Cluj-Napoca | CTP  | troleibuze | -          | -         | 6            |
| Cluj-Napoca | CTP  | tramvaie   | 1870       | -         | 3            |

## Prahova
| Oraș     | Nume                                 | Sistem     | Deschis la | Închis la | Nr. de Linii        |
| -------- | ------------------------------------ | ---------- | ---------- | --------- | ------------------- |
| Ploiești | Regia Autonomă de Transport Ploiești | autobuze   | 1927       | -         | 41                  |
| Ploiești | Regia Autonomă de Transport Ploiești | troleibuze | 1997       | -         | 4                   |
| Ploiești | Regia Autonomă de Transport Ploiești | tramvaie   | 1987       | -         | trecut:8; prezent:2 |